# Aartsbisdom Olinda e Recife
Het aartsbisdom Olinda e Recife (Latijn: Archidioecesis Olindensis et Recifensis; Portugees: Arquidiocese de Olinda e Recife) is een in Brazilië gelegen rooms-katholiek aartsbisdom met zetel in Olinda in de staat Pernambuco. De aartsbisschop van Olinda e Recife is metropoliet van de kerkprovincie Olinda e Recife, waartoe ook de volgende suffragane bisdommen behoren:
- Bisdom Afogados da Ingazeira
- Bisdom Caruaru
- Bisdom Floresta
- Bisdom Garanhuns
- Bisdom Nazaré
- Bisdom Palmares
- Bisdom Pesqueira
- Bisdom Petrolina
- Bisdom Salgueiro

## Geschiedenis
Op 15 juli 1614 werd door paus Paulus V met de apostolische constitutie Fasti novi orbis de territoriale prelatuur Pernambuco opgericht. Dit gebied behoorde daarvoor toe aan het bisdom São Salvador da Bahia. Op 6 juli 1624 werd de territoriale prelatuur suffragaan aan het aartsbisdom São Salvador da Bahia. Dit geschiedde door paus Urbanus VIII met de apostolische constitutie Romanus Pontifex. Op 16 november 1676 werd de territoriale prelatuur Pernambuco door paus Innocentius XI met de apostolische constitutie Ad sacram Beati Petri sedem verheven tot bisdom en hernoemd tot bisdom Olinda.
Het bisdom Olinda stond op 6 juni 1854 gebiedsdelen af voor de oprichting van het bisdom Ceará, op 27 april 1892 voor het bisdom Paraíba, op 2 juli 1900 voor het bisdom Alagôas en op 5 december 1910 voor het bisdom Floresta.
Op 5 december 1910 werd Olinda door paus Pius X tot aartsbisdom verheven. Op 26 juli 1918 hernoemde paus Benedictus XV het aartsbisdom Olinda, met de apostolische constitutie Cum urbs Recife tot aartsbisdom Olinda e Recife. Op 2 augustus 1918 werd een deel van het aartsbisdom afgestaan voor de oprichting van de bisdommen Garanhuns en Nazaré. Dit gebeurde nogmaals op 7 augustus 1947 voor de oprichting van het bisdom Caruaru en op 13 januari 1962 voor de oprichting van het bisdom Palmares.

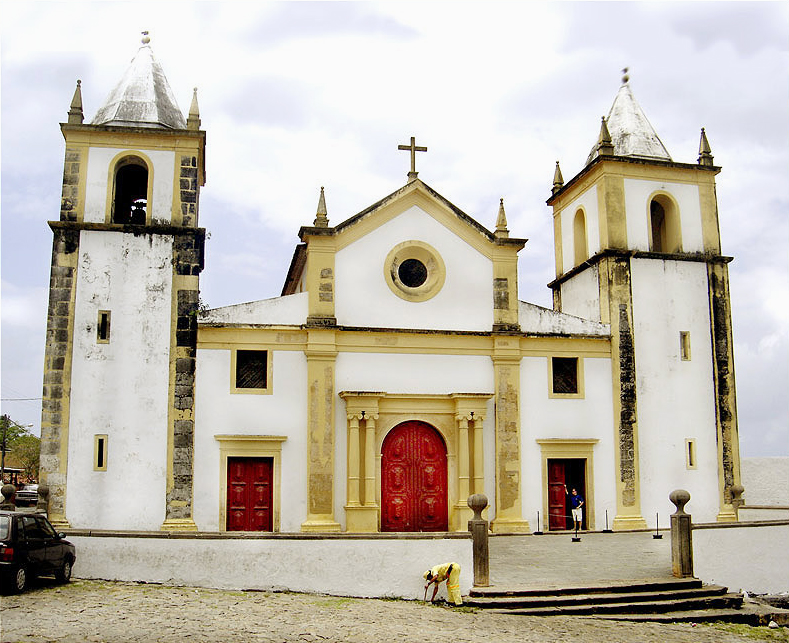
Kathedraal van Olinda
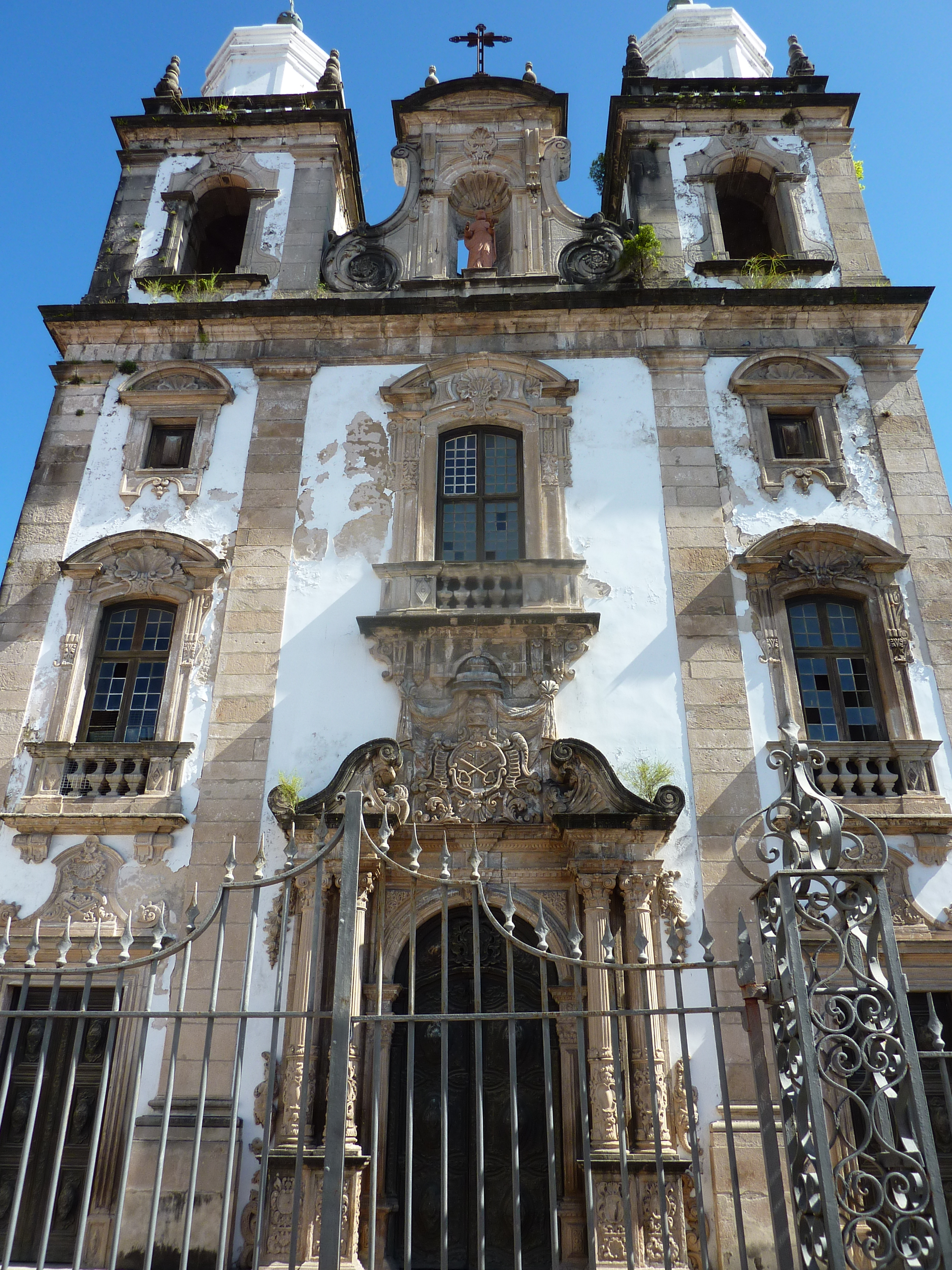
Cokathedraal van Recife

## Bisschoppen

### Bisschoppen van Olinda
- 1676–1683: Estevão Brioso de Figueiredo (vervolgens bisschop van Funchal)
- 1685–1686: João Duarte do Sacramento CO
- 1687–1694: Matias de Figueiredo e Mello
- 1695–1704: Francisco de Lima OCarm
- 1706–1721: Manuel Álvares da Costa (vervolgens bisschop van Angra)
- 1725–1738: José de Fialho OCist(vervolgens aartsbisschop van São Salvador da Bahia)
- 1738–1757: Luiz de Santa Teresa da Cruz Salgado de Castilho OCD
- 1757–1771: Francisco Xavier Aranha
- 1773–1773: Francisco da Assumpção e Brito OSA (vervolgens aartsbisschop van Goa)
- 1774–1784: Tomaz da Encarnação da Costa e Lima CRSA
- 1785–1794: Diego de Jesus Jardim OSH (vervolgens bisschop van Elvas)
- 1794–1806: José Joaquim da Cunha Azeredo Coutinho (vervolgens bisschop van Elvas)
- 1806–1809: José Maria de Araújo OSH
- 1815–1819: Antônio de São José Bastos OSB
- 1828–1829: Tomas Manoel de Noronha e Brito OP
- 1831–1864: João da Purificação Marques Perdigão OSA
- 1865–1866: Manoel do Rego Medeiros
- 1867–1870: Francisco Cardoso Aires
- 1871–1878: Vital Maria Conçalves de Oliveira OFMCap
- 1881–1891: José Pereira da Silva Barros (vervolgens aartsbisschop van Sebastião do Rio de Janeiro)
- 1891–1893: João Fernando Santiago Esberard (vervolgens aartsbisschop van Sebastião do Rio de Janeiro)
- 1893–1900: Manoel dos Santos Pereira
- 1901–1910: Luís Raimundo da Silva Brito

### Aartsbisschoppen van Olinda
- 1910–1915: Luís Raimundo da Silva Brito
- 1916–1918: Sebastião Leme da Silveira Cintra

### Aartsbisschoppen van Olinda e Recife
- 1918–1921: Sebastião Leme da Silveira Cintra (vervolgens coadjutor-aartsbisschop van Sebastião do Rio de Janeiro)
- 1922–1951: Miguel de Lima Valverde
- 1951–1960: Antônio de Almeida Moraes Junior  (vervolgens aartsbisschop van Niterói)
- 1960–1964: Carlos Gouvêa Coelho
- 1964–1985: Hélder Câmara
- 1985–2009: José Cardoso Sobrinho OCarm
- 2009-heden: Fernando Antônio Saburido OSB